# Mundell-Fleming-model
Het Mundell-Fleming-model (ook wel bekend als het IS-LM-BoP model) is een economische model dat onafhankelijk van elkaar is geconstrueerd door de Canadese econoom Robert Mundell  en de Britse econoom Marcus Fleming.

## Beschrijving
Het Mundell-Fleming-model is een uitbreiding van het traditionele IS-LM-model. Dit laatste model heeft een autarkische of gesloten economie tot onderwerp, en het Mundell-Fleming-model een open economie met wisselkoersveranderingen als additioneel element.
Het Mundell-Fleming-model portretteert in een economie de korte termijn relaties tussen de nominale wisselkoers-, de rentevoet en de output. Het IS-LM-model richt zich alleen op de relatie tussen de rentevoet en de output. 
Het Mundell-Fleming-model wordt gebruikt om te betogen dat een economie niet tegelijkertijd een vaste wisselkoers, een vrij kapitaalverkeer, en een onafhankelijke monetaire politiek kan handhaven. Dit principe wordt vaak aangeduid als de "onmogelijke drie-eenheid," de "onheilige drie-eenheid", "onverzoenlijke drie-eenheid", "inconsistente drie-eenheid" of het "Mundell-Fleming-trilemma."

## Onmogelijke drie-eenheid en China
De onmogelijke drie-eenheid is begin 2016 een actueel onderwerp gewordend voor opkomende landen en voor de Volksrepubliek China in het bijzonder. Volgens het model zijn er drie instrumenten voor een land: een eigen rentepolitiek voeren met zijn centrale bank, de wisselkoers van de eigen munt binnen nauwe grenzen handhaven en de kapitaalstromen met het buitenland beheersen. Slechts twee van de drie zijn gelijktijdig mogelijk. Westerse landen kiezen traditioneel voor een zelfstandige rentepolitiek en vrij verkeer van kapitaal. Dat betekent dat zij de wisselkoers laten zweven. China poogt alle drie te handhaven en gebruikt haar internationale valutareserves om de koers van de renminbi te ondersteunen. De alternatieven, de renminbi laten devalueren, kan leiden tot kapitaalvlucht en door het beperken van het in- en uitgaand kapitaal verliest China de aansluiting met de wereldeconomie. Dit laatste is veel moeilijker geworden omdat het Internationaal Monetair Fonds (IMF) de renminbi vanaf 1 oktober 2016 in de speciale trekkingsrechten heeft opgenomen met als reden dat de yuan in voldoende mate "freely useable" is.

## Voetnoten
1. ↑  Mundell, Robert A. (1963). Capital mobility and stabilization policy under fixed and flexible exchange rates. Canadian Journal of Economic and Political Science 29 (4): 475–485.  Herdrukt in Mundell, Robert A. (1968). International Economics. Macmillan, New York.
2. ↑  Fleming, J. Marcus (1962). Domestic financial policies under fixed and floating exchange rates. IMF Staff Papers 9: 369–379.  Herdrukt in International Finance. Penguin Books, New York (1969).
3. 1 2  NRC Handelsblad Schuldenberg om nerveus van te worden, 9 februari 2016, geraadpleegd op 25 februari 2016
4. ↑  (en)  Bloomberg IMF Approves Reserve-Currency Status for China's Yuan, 30 november 2015